# 최낙재
최낙재(1937년 - 2010년 5월 9일)는 대한민국의 목회자이며 신학자였다. 합동신학대학원대학교에서 신약신학 교수를 역임하였으며, 독립개신교회 소속의 강변교회를 설립하고 담임 목회를 하였다. 2010년부터 독립개신교회 신학교의 교장을 역임하였으며, 김홍전 박사의 제자이며 정통 개혁신학자로 평가받는다.

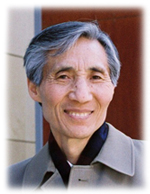
최낙재 교수

## 생애
최낙재는 1937년 전북 김제에서 출생하였다. 서울대학교 영문과를 졸업하고 대한예수교장로회 총신대학교 신학대학원에서 공부하고, 미국 필라델피아에 있는 웨스트민스터 신학교에서 공부한 뒤(B.D., Th. M.), 와  총신대학교 신학대학원, 합동신학대학원대학교에서 수년간 가르쳤고, 1974년부터 강변교회에서 목회를 하였고 2010년 5월 9일 소천하였다. 철저하게 성경적-개혁신학적 방법을 따라서 강의와 설교를 하였다. 그의 신학사상은 그의 많은 제자들 김헌수, 이승구, 안명준, 김재열, 최충산, 김명순등에게 전수되었다.

## 저서
- 『하나님의 나라』(1986),
- 『혼인의 신성함』(1989),
- 『구원이란 무엇인가』(1993),
- 『높이 되신 그리스도』(2003),
- 『성경에서 그리스도를 보라』(2007),
- 『창세기는 무엇을 말하는가』(전3권, 2008),
- 『출애굽기는 무엇을 말하는가』(전2권, 2009)
- 『민수기는 무엇을 말하는가』(전2권, 2009, 이상 성약출판사)
- 『영원한 안식과 주일』(1997),
- 『웨스트민스터 소요리문답 강해』I(1999), II(2000, 이상 크리스챤다이제스트)
- 『구원과 하나님의 나라』(전2권, 2010, 성약출판사)

## 같이 보기
- 김홍전
- 독립개신교회